# Voleibol de praia nos Jogos Pan-Americanos de 2011 - Masculino
O torneio masculino de voleibol de praia nos Jogos Pan-Americanos de 2011 ocorreu entre 17 e 22 de outubro no Estádio Pan-Americano de Voleibol de Praia. Dezesseis duplas participaram do evento.

## Medalhistas
| Ouro   | BRA Alison Cerutti e Emanuel Rego      |
| Prata  | VEN Igor Hernández e Farid Mussa       |
| Bronze | ARG Santiago Etchegaray e Pablo Suárez |

## Formato
As dezesseis duplas foram divididas em quatro grupos. Cada dupla jogou contra as outras do mesmo grupo, totalizando três jogos. As duas primeiras colocadas de cada grupo classificaram-se para as quartas-de-final, disputadas em jogos eliminatórios, com as duplas vencedoras indo às semifinais. Das semifinais, os vencedores disputaram a final e os perdedores lutaram pela medalha de bronze.

## Primeira fase
|  | Equipes classificadas à fase final |

Todas as partidas seguem o fuso horário local (UTC-6).

### Grupo A
| Equipe                                 | Pts | J | V | D | PP  | PC  | PA    | SP | SC | SA    |
| -------------------------------------- | --- | - | - | - | --- | --- | ----- | -- | -- | ----- |
| URU Guillermo Williman/Nicolás Zanotta | 5   | 3 | 2 | 1 | 120 | 103 | 1,165 | 4  | 2  | 2,000 |
| MEX Aldo Miramontes/Juan Virgén        | 5   | 3 | 2 | 1 | 132 | 118 | 1,119 | 4  | 2  | 2,000 |
| CAN Christian Redmann/Ben Saxton       | 5   | 3 | 2 | 1 | 136 | 127 | 1,071 | 4  | 2  | 2,000 |
| NCA Gerald Umaña/Dany López            | 3   | 3 | 0 | 3 | 89  | 129 | 0,690 | 0  | 6  | 0,000 |

| 17 de outubro 15:00 Relatório | Miramontes/Virgén | 2 – 0       | Umaña/López | Estádio Pan-Americano de Voleibol de Praia, Guadalajara Público: 938 Árbitro(s): COL Saavedra e ARG Sumavil |
| 17 de outubro 15:00 Relatório | 21                | Set 1 Set 2 | 12 15       | Estádio Pan-Americano de Voleibol de Praia, Guadalajara Público: 938 Árbitro(s): COL Saavedra e ARG Sumavil |

| 17 de outubro 17:00 Relatório | Williman/Zanotta | 0 – 2       | Redmann/Saxton | Estádio Pan-Americano de Voleibol de Praia, Guadalajara Público: 732 Árbitro(s): CRC Mora e CHI Durán |
| 17 de outubro 17:00 Relatório | 17 19            | Set 1 Set 2 | 21             | Estádio Pan-Americano de Voleibol de Praia, Guadalajara Público: 732 Árbitro(s): CRC Mora e CHI Durán |

| 18 de outubro 15:00 Relatório | Miramontes/Virgén | 0 – 2       | Williman/Zanotta | Estádio Pan-Americano de Voleibol de Praia, Guadalajara Público: 989 Árbitro(s): BRA Vieira e DOM Collado |
| 18 de outubro 15:00 Relatório | 18 19             | Set 1 Set 2 | 21               | Estádio Pan-Americano de Voleibol de Praia, Guadalajara Público: 989 Árbitro(s): BRA Vieira e DOM Collado |

| 18 de outubro 15:00 Relatório | Redmann/Saxton | 2 – 0       | Umaña/López | Estádio Pan-Americano de Voleibol de Praia, Guadalajara Público: 285 Árbitro(s): COL Saavedra e PUR Franceschini |
| 18 de outubro 15:00 Relatório | 24 21          | Set 1 Set 2 | 22 16       | Estádio Pan-Americano de Voleibol de Praia, Guadalajara Público: 285 Árbitro(s): COL Saavedra e PUR Franceschini |

| 19 de outubro 15:00 Relatório | Williman/Zanotta | 2 – 0       | Umaña/López | Estádio Pan-Americano de Voleibol de Praia, Guadalajara Público: 223 Árbitro(s): COL Saavedra e BRA Vieira |
| 19 de outubro 15:00 Relatório | 21               | Set 1 Set 2 | 11 13       | Estádio Pan-Americano de Voleibol de Praia, Guadalajara Público: 223 Árbitro(s): COL Saavedra e BRA Vieira |

| 19 de outubro 15:10 Relatório | Miramontes/Virgén | 2 – 0       | Redmann/Saxton | Estádio Pan-Americano de Voleibol de Praia, Guadalajara Público: 4 202 Árbitro(s): ARG Sumavil e DOM Collado |
| 19 de outubro 15:10 Relatório | 28 25             | Set 1 Set 2 | 26 23          | Estádio Pan-Americano de Voleibol de Praia, Guadalajara Público: 4 202 Árbitro(s): ARG Sumavil e DOM Collado |

### Grupo B
| Equipe                             | Pts | J | V | D | PP  | PC  | PA    | SP | SC | SA    |
| ---------------------------------- | --- | - | - | - | --- | --- | ----- | -- | -- | ----- |
| VEN Igor Hernández/Farid Mussa     | 6   | 3 | 3 | 0 | 154 | 136 | 1,132 | 6  | 2  | 3,000 |
| USA Mark Van Zwieten/Andrew Fuller | 5   | 3 | 2 | 1 | 138 | 117 | 1,180 | 5  | 2  | 2,500 |
| CHI Marco Grimalt/Esteban Grimalt  | 4   | 3 | 1 | 2 | 131 | 121 | 1,083 | 3  | 4  | 0,750 |
| ESA Jeovanny Medrano/David Vargas  | 3   | 3 | 0 | 3 | 77  | 126 | 0,611 | 0  | 6  | 0,000 |

| 17 de outubro 09:00 Relatório | Grimalt/Grimalt | 2 – 0       | Medrano/Vargas | Estádio Pan-Americano de Voleibol de Praia, Guadalajara Público: 120 Árbitro(s): DOM Collado e NCA Silva |
| 17 de outubro 09:00 Relatório | 21              | Set 1 Set 2 | 12 10          | Estádio Pan-Americano de Voleibol de Praia, Guadalajara Público: 120 Árbitro(s): DOM Collado e NCA Silva |

| 17 de outubro 10:00 Relatório | Van Zwieten/Fuller | 1 – 2             | Hernández/Mussa | Estádio Pan-Americano de Voleibol de Praia, Guadalajara Público: 278 Árbitro(s): BRA Vieira e CRC Mora |
| 17 de outubro 10:00 Relatório | 19 21 14           | Set 1 Set 2 Set 3 | 21 18 16        | Estádio Pan-Americano de Voleibol de Praia, Guadalajara Público: 278 Árbitro(s): BRA Vieira e CRC Mora |

| 18 de outubro 16:00 Relatório | Grimalt/Grimalt | 1 – 2             | Hernández/Mussa | Estádio Pan-Americano de Voleibol de Praia, Guadalajara Público: 272 Árbitro(s): MEX Batani e USA Lowry |
| 18 de outubro 16:00 Relatório | 18 21 16        | Set 1 Set 2 Set 3 | 21 18           | Estádio Pan-Americano de Voleibol de Praia, Guadalajara Público: 272 Árbitro(s): MEX Batani e USA Lowry |

| 18 de outubro 17:00 Relatório | Van Zwieten/Fuller | 2 – 0       | Medrano/Vargas | Estádio Pan-Americano de Voleibol de Praia, Guadalajara Público: 438 Árbitro(s): DOM Collado e ECU Vaca |
| 18 de outubro 17:00 Relatório | 21                 | Set 1 Set 2 | 16 12          | Estádio Pan-Americano de Voleibol de Praia, Guadalajara Público: 438 Árbitro(s): DOM Collado e ECU Vaca |

| 19 de outubro 10:00 Relatório | Hernández/Mussa | 2 – 0       | Medrano/Vargas | Estádio Pan-Americano de Voleibol de Praia, Guadalajara Público: 273 Árbitro(s): GUA Cifuentes e URU Santacruz |
| 19 de outubro 10:00 Relatório | 21              | Set 1 Set 2 | 10 17          | Estádio Pan-Americano de Voleibol de Praia, Guadalajara Público: 273 Árbitro(s): GUA Cifuentes e URU Santacruz |

| 19 de outubro 10:00 Relatório | Grimalt/Grimalt | 0 – 2       | Van Zwieten/Fuller | Estádio Pan-Americano de Voleibol de Praia, Guadalajara Público: 4 526 Árbitro(s): BRA Vieira e NCA Silva |
| 19 de outubro 10:00 Relatório | 15 19           | Set 1 Set 2 | 21                 | Estádio Pan-Americano de Voleibol de Praia, Guadalajara Público: 4 526 Árbitro(s): BRA Vieira e NCA Silva |

### Grupo C
| Equipe                                      | Pts | J | V | D | PP  | PC  | PA    | SP | SC | SA    |
| ------------------------------------------- | --- | - | - | - | --- | --- | ----- | -- | -- | ----- |
| ARG Santiago Etchegaray/Pablo Suárez        | 5   | 3 | 2 | 1 | 121 | 94  | 1,287 | 4  | 2  | 2,000 |
| GUA Andy Leonardo/Erick Garrido             | 5   | 3 | 2 | 1 | 116 | 100 | 1,160 | 4  | 2  | 2,000 |
| PUR Roberto Rodríguez/Christopher Underwood | 5   | 3 | 2 | 1 | 118 | 105 | 1,124 | 4  | 2  | 2,000 |
| JAM Dellan Brown/Namarie Gordon             | 3   | 3 | 0 | 3 | 70  | 126 | 0,556 | 0  | 6  | 0,000 |

| 17 de outubro 11:00 Relatório | Rodríguez/Underwood | 2 – 0       | Brown/Gordon | Estádio Pan-Americano de Voleibol de Praia, Guadalajara Público: 142 Árbitro(s): CAN Guillemette e COL Saavedra |
| 17 de outubro 11:00 Relatório | 21                  | Set 1 Set 2 | 11 13        | Estádio Pan-Americano de Voleibol de Praia, Guadalajara Público: 142 Árbitro(s): CAN Guillemette e COL Saavedra |

| 17 de outubro 13:00 Relatório | Etchegaray/Suárez | 2 – 0       | Leonardo/Garrido | Estádio Pan-Americano de Voleibol de Praia, Guadalajara Público: 215 Árbitro(s): PUR Franceschini e DOM Collado |
| 17 de outubro 13:00 Relatório | 21                | Set 1 Set 2 | 19 11            | Estádio Pan-Americano de Voleibol de Praia, Guadalajara Público: 215 Árbitro(s): PUR Franceschini e DOM Collado |

| 18 de outubro 09:00 Relatório | Rodríguez/Underwood | 0 – 2       | Leonardo/Garrido | Estádio Pan-Americano de Voleibol de Praia, Guadalajara Público: 520 Árbitro(s): ARG Sumavil e NCA Silva |
| 18 de outubro 09:00 Relatório | 13 21               | Set 1 Set 2 | 21 23            | Estádio Pan-Americano de Voleibol de Praia, Guadalajara Público: 520 Árbitro(s): ARG Sumavil e NCA Silva |

| 18 de outubro 09:00 Relatório | Etchegaray/Suárez | 2 – 0       | Brown/Gordon | Estádio Pan-Americano de Voleibol de Praia, Guadalajara Público: 122 Árbitro(s): MEX Batani e ECU Vaca |
| 18 de outubro 09:00 Relatório | 21                | Set 1 Set 2 | 13 9         | Estádio Pan-Americano de Voleibol de Praia, Guadalajara Público: 122 Árbitro(s): MEX Batani e ECU Vaca |

| 19 de outubro 09:00 Relatório | Rodríguez/Underwood | 2 – 0       | Etchegaray/Suárez | Estádio Pan-Americano de Voleibol de Praia, Guadalajara Público: 3 044 Árbitro(s): MEX Batani e VEN Lugo |
| 19 de outubro 09:00 Relatório | 21                  | Set 1 Set 2 | 18 19             | Estádio Pan-Americano de Voleibol de Praia, Guadalajara Público: 3 044 Árbitro(s): MEX Batani e VEN Lugo |

| 19 de outubro 10:00 Relatório | Leonardo/Garrido | 2 – 0       | Brown/Gordon | Estádio Pan-Americano de Voleibol de Praia, Guadalajara Público: 200 Árbitro(s): DOM Collado e USA Lowry |
| 19 de outubro 10:00 Relatório | 21               | Set 1 Set 2 | 9 15         | Estádio Pan-Americano de Voleibol de Praia, Guadalajara Público: 200 Árbitro(s): DOM Collado e USA Lowry |

### Grupo D
| Equipe                          | Pts | J | V | D | PP  | PC  | PA    | SP | SC | SA    |
| ------------------------------- | --- | - | - | - | --- | --- | ----- | -- | -- | ----- |
| CUB Sergio González/Karell Piña | 6   | 3 | 3 | 0 | 132 | 107 | 1,234 | 6  | 0  | MAX   |
| BRA Alison Cerutti/Emanuel Rego | 5   | 3 | 2 | 1 | 114 | 85  | 1,341 | 4  | 2  | 2,000 |
| DOM Yewddys Pérez/Germán Recio  | 4   | 3 | 1 | 2 | 110 | 128 | 0,859 | 2  | 4  | 0,500 |
| CRC Esteban Escobar/Bryan Monge | 3   | 3 | 0 | 3 | 95  | 131 | 0,725 | 0  | 6  | 0,000 |

| 17 de outubro 13:00 Relatório | Cerutti/Rego | 2 – 0       | Escobar/Monge | Estádio Pan-Americano de Voleibol de Praia, Guadalajara Público: 630 Árbitro(s): MEX Batani e VEN Lugo |
| 17 de outubro 13:00 Relatório | 21           | Set 1 Set 2 | 11 7          | Estádio Pan-Americano de Voleibol de Praia, Guadalajara Público: 630 Árbitro(s): MEX Batani e VEN Lugo |

| 17 de outubro 14:00 Relatório | González/Piña | 2 – 0       | Pérez/Recio | Estádio Pan-Americano de Voleibol de Praia, Guadalajara Público: 232 Árbitro(s): BRA Vieira e CRC Mora |
| 17 de outubro 14:00 Relatório | 25 21         | Set 1 Set 2 | 23 17       | Estádio Pan-Americano de Voleibol de Praia, Guadalajara Público: 232 Árbitro(s): BRA Vieira e CRC Mora |

| 18 de outubro 10:00 Relatório | Pérez/Recio | 2 – 0       | Escobar/Monge | Estádio Pan-Americano de Voleibol de Praia, Guadalajara Público: 404 Árbitro(s): PUR Franceschini e COL Saavedra |
| 18 de outubro 10:00 Relatório | 24 21       | Set 1 Set 2 | 22 18         | Estádio Pan-Americano de Voleibol de Praia, Guadalajara Público: 404 Árbitro(s): PUR Franceschini e COL Saavedra |

| 18 de outubro 13:00 Relatório | Cerutti/Rego | 0 – 2       | González/Piña | Estádio Pan-Americano de Voleibol de Praia, Guadalajara Público: 626 Árbitro(s): DOM Collado e ARG Sumavil |
| 18 de outubro 13:00 Relatório | 19 11        | Set 1 Set 2 | 21            | Estádio Pan-Americano de Voleibol de Praia, Guadalajara Público: 626 Árbitro(s): DOM Collado e ARG Sumavil |

| 19 de outubro 13:00 Relatório | Cerutti/Rego | 2 – 0       | Pérez/Recio | Estádio Pan-Americano de Voleibol de Praia, Guadalajara Público: 1 869 Árbitro(s): CAN Guillemette e COL Saavedra |
| 19 de outubro 13:00 Relatório | 21           | Set 1 Set 2 | 13 12       | Estádio Pan-Americano de Voleibol de Praia, Guadalajara Público: 1 869 Árbitro(s): CAN Guillemette e COL Saavedra |

| 19 de outubro 13:00 Relatório | González/Piña | 2 – 0       | Escobar/Monge | Estádio Pan-Americano de Voleibol de Praia, Guadalajara Público: 143 Árbitro(s): VEN Lugo e MEX Batani |
| 19 de outubro 13:00 Relatório | 21 23         | Set 1 Set 2 | 16 21         | Estádio Pan-Americano de Voleibol de Praia, Guadalajara Público: 143 Árbitro(s): VEN Lugo e MEX Batani |

## Fase final
|  | Quartas-de-final | Quartas-de-final       | Quartas-de-final      | Quartas-de-final    | Quartas-de-final |    |                       | Semifinais | Semifinais     | Semifinais     | Semifinais     | Semifinais     |                |    | Final | Final                 | Final | Final | Final |  |  |
|  |                  |                        |                       |                     |                  |    |                       |            |                |                |                |                |                |    |       |                       |       |       |       |  |  |
|  | D2               | BRA Cerutti/Rego       | 21                    | 21                  |                  |    |                       |            |                |                |                |                |                |    |       |                       |       |       |       |  |  |
|  | A1               | URU Williman/Zanotta   | 16                    | 13                  |                  |    |                       |            |                |                |                |                |                |    |       |                       |       |       |       |  |  |
|  | A1               | URU Williman/Zanotta   | 16                    | 13                  |                  | D2 | BRA Cerutti/Rego      | 21         | 20             | 15             |                |                |                |    |       |                       |       |       |       |  |  |
|  |                  |                        |                       |                     |                  | D2 | BRA Cerutti/Rego      | 21         | 20             | 15             |                |                |                |    |       |                       |       |       |       |  |  |
|  |                  | A2                     | MEX Miramontes/Virgén | 19                  | 22               | 6  |                       |            |                |                |                |                |                |    |       |                       |       |       |       |  |  |
|  | A2               | A2                     | MEX Miramontes/Virgén | 19                  | 22               | 6  | MEX Miramontes/Virgén | 19         | 21             | 15             |                |                |                |    |       |                       |       |       |       |  |  |
|  | A2               |                        |                       |                     |                  |    | MEX Miramontes/Virgén | 19         | 21             | 15             |                |                |                |    |       |                       |       |       |       |  |  |
|  | D1               | CUB González/Piña      | 21                    | 16                  | 12               |    |                       |            |                |                |                |                |                |    |       |                       |       |       |       |  |  |
|  |                  |                        |                       |                     |                  |    |                       |            |                |                |                |                |                |    | D2    | BRA Cerutti/Rego      | 21    | 21    |       |  |  |
|  |                  |                        | B1                    | VEN Hernández/Mussa | 17               | 12 |                       |            |                |                |                |                |                |    |       |                       |       |       |       |  |  |
|  | B2               | USA Van Zwieten/Fuller | 20                    | 18                  |                  |    |                       |            |                |                |                |                |                |    |       |                       |       |       |       |  |  |
|  | C1               | ARG Etchegaray/Suárez  | 22                    | 21                  |                  |    |                       |            |                |                |                |                |                |    |       |                       |       |       |       |  |  |
|  | C1               | ARG Etchegaray/Suárez  | 22                    | 21                  |                  | C1 | ARG Etchegaray/Suárez | 21         | 16             | 12             |                |                |                |    |       |                       |       |       |       |  |  |
|  |                  |                        |                       |                     |                  | C1 | ARG Etchegaray/Suárez | 21         | 16             | 12             |                |                |                |    |       |                       |       |       |       |  |  |
|  |                  | B1                     | VEN Hernández/Mussa   | 19                  | 21               | 15 |                       |            | Terceiro lugar | Terceiro lugar | Terceiro lugar | Terceiro lugar | Terceiro lugar |    |       |                       |       |       |       |  |  |
|  | B1               | B1                     | VEN Hernández/Mussa   | 19                  | 21               | 15 | VEN Hernández/Mussa   | 21         | Terceiro lugar | Terceiro lugar | Terceiro lugar | Terceiro lugar | Terceiro lugar | 21 |       |                       |       |       |       |  |  |
|  | B1               |                        |                       |                     |                  |    | VEN Hernández/Mussa   | 21         |                |                |                |                |                | 21 |       |                       |       |       |       |  |  |
|  | C2               | GUA Leonardo/Garrido   | 15                    | 15                  |                  |    |                       |            |                |                |                |                |                |    | A2    | MEX Miramontes/Virgén | 21    | 19    | 11    |  |  |
|  |                  |                        |                       |                     |                  |    |                       |            |                |                |                |                |                |    | C1    | ARG Etchegaray/Suárez | 14    | 21    | 15    |  |  |

### Quartas-de-final
| 20 de outubro 09:00 Relatório | Hernández/Mussa | 2 – 0       | Leonardo/Garrido | Estádio Pan-Americano de Voleibol de Praia, Guadalajara Público: 132 Árbitro(s): DOM Collado e URU Santacruz |
| 20 de outubro 09:00 Relatório | 21              | Set 1 Set 2 | 15               | Estádio Pan-Americano de Voleibol de Praia, Guadalajara Público: 132 Árbitro(s): DOM Collado e URU Santacruz |

| 20 de outubro 10:00 Relatório | Van Zwieten/Fuller | 0 – 2       | Etchegaray/Suárez | Estádio Pan-Americano de Voleibol de Praia, Guadalajara Público: 2 896 Árbitro(s): NCA Silva e GUA Cifuentes |
| 20 de outubro 10:00 Relatório | 20 18              | Set 1 Set 2 | 22 21             | Estádio Pan-Americano de Voleibol de Praia, Guadalajara Público: 2 896 Árbitro(s): NCA Silva e GUA Cifuentes |

| 20 de outubro 11:00 Relatório | Miramontes/Virgén | 2 – 1             | González/Piña | Estádio Pan-Americano de Voleibol de Praia, Guadalajara Público: 4 326 Árbitro(s): BRA Vieira e VEN Lugo |
| 20 de outubro 11:00 Relatório | 19 21 15          | Set 1 Set 2 Set 3 | 21 16 12      | Estádio Pan-Americano de Voleibol de Praia, Guadalajara Público: 4 326 Árbitro(s): BRA Vieira e VEN Lugo |

| 20 de outubro 12:10 Relatório | Cerutti/Rego | 2 – 0       | Williman/Zanotta | Estádio Pan-Americano de Voleibol de Praia, Guadalajara Público: 2 900 Árbitro(s): MEX Batani e PUR Franceschini |
| 20 de outubro 12:10 Relatório | 21           | Set 1 Set 2 | 16 13            | Estádio Pan-Americano de Voleibol de Praia, Guadalajara Público: 2 900 Árbitro(s): MEX Batani e PUR Franceschini |

### Semifinal
| 21 de outubro 10:00 Relatório | Etchegaray/Suárez | 1 – 2             | Hernández/Mussa | Estádio Pan-Americano de Voleibol de Praia, Guadalajara Público: 4 323 Árbitro(s): DOM Collado e BRA Vieira |
| 21 de outubro 10:00 Relatório | 21 16 12          | Set 1 Set 2 Set 3 | 19 21 15        | Estádio Pan-Americano de Voleibol de Praia, Guadalajara Público: 4 323 Árbitro(s): DOM Collado e BRA Vieira |

| 21 de outubro 11:20 Relatório | Cerutti/Rego | 2 – 1             | Miramontes/Virgén | Estádio Pan-Americano de Voleibol de Praia, Guadalajara Público: 5 000 Árbitro(s): ARG Sumavil e PUR Franceschini |
| 21 de outubro 11:20 Relatório | 21 20 15     | Set 1 Set 2 Set 3 | 19 22 6           | Estádio Pan-Americano de Voleibol de Praia, Guadalajara Público: 5 000 Árbitro(s): ARG Sumavil e PUR Franceschini |

### Disputa pelo bronze
| 22 de outubro 11:00 Relatório | Miramontes/Virgén | 1 – 2             | Etchegaray/Suárez | Estádio Pan-Americano de Voleibol de Praia, Guadalajara Público: 4 522 Árbitro(s): BRA Vieira e GUA Cifuentes |
| 22 de outubro 11:00 Relatório | 21 19 11          | Set 1 Set 2 Set 3 | 14 21 15          | Estádio Pan-Americano de Voleibol de Praia, Guadalajara Público: 4 522 Árbitro(s): BRA Vieira e GUA Cifuentes |

### Final
| 22 de outubro 13:00 Relatório | Cerutti/Rego | 2 – 0       | Hernández/Mussa | Estádio Pan-Americano de Voleibol de Praia, Guadalajara Público: 4 582 Árbitro(s): ARG Sumavil e MEX Batani |
| 22 de outubro 13:00 Relatório | 21           | Set 1 Set 2 | 17 12           | Estádio Pan-Americano de Voleibol de Praia, Guadalajara Público: 4 582 Árbitro(s): ARG Sumavil e MEX Batani |